# 122 aC
El 122 aC va ser un any del calendari romà prejulià. Durant la República i l'Imperi Romà es coneixia com l'Any del Consolat d'Ahenobarb i Estrabó o també any 632 Ab urbe condita o de la fundació de la ciutat). L'ús del nom «122 aC» per referir-se a aquest any es remunta a l'alta edat mitjana, quan el sistema Anno Domini va ser el mètode de numeració dels anys més comú a Europa.

## Esdeveniments

### República Romana
- Gneu Domici Ahenobarb i Gai Fanni són elegits cònsols.[2]
- Fanni Estrabó és elegit per la influència Gai Semproni Grac per impedir l'elecció de Luci Opimi, enemic seu. Però dona suport a l'aristocràcia i s'oposa a les mesures de Grac. Ordena als aliats llatins sortir de Roma i s'oposa en un discurs famós a la pretensió de Grac de donar-los-hi la ciutadania romana.[3][4]
- Marc Livi Drus, aristòcrata i tribú de la plebs juntament amb Gai Grac, és utilitzat pel senat per oposar-se a les mesures populars de Grac. Drus veta algunes de les lleis proposades per Grac, però després les torna a presentar, donant el mèrit del seu establiment al senat, de manera que el poble pensava que els optimats eren els seus amics. Aquest sistema és conegut com a patronus senatus (senat protector).[5]

### Gàl·lia
- El senat envia Domici Ahenobarb contra els al·lòbroges de la Gàl·lia perquè havien acollit al rei dels sal·luvis, Teutomali, enemic de Roma, que havia devastat el país dels hedus (aliats romans).[6]

## Naixements
- Quint Sertori, lloctinent de Gai Mari i un dels caps del partit popular a Roma i governador d'Hispània fins a la seva mort cap a l'any 72 aC (dates aproximades).[7]

## Necrològiques
- Liu An, príncep xinès, geògraf i cartògraf.[8]